# 뭄바이
뭄바이(마라티어: मुंबई, 힌디어: मुम्बई)는 인도 마하라슈트라주의 주도이다. 1995년에 봄베이에서 뭄바이로 이름을 바꾸었다. 인구는 약 1,287만 8,447명 (2018년)이다. 인도의 상업 중심지이자 세계에서 가장 많은 양의 영화를 제작하는 영화 산업의 본고장이다. 최근 인도 경제의 견인 세력들이 모여 그 열기를 더하면서 하루가 다르게 성장하고 있으며 서부해군사령부의 본부가 있다.

## 어원
'뭄바이'라는 지명은 이 지역의 토착민들인 콜리족 공동체의 수호신(쿨라데바타)을 위한 신전의 명칭인 '뭄바'(Mumbā) 혹은 '마하암바'(Mahā-Ambā')와 콜리족의 모국어이자 마하라슈트라주의 공식어인 마라티어로 어머니를 의미하는 '아이'(ā'ī)에서 전래했다.

## 교육
QS 세계 대학 순위에서 인도 내 종합대학 순위 1위를 차지한 인도 공과대학교중 하나인 인도 공과대학교 봄베이(IIT Bombay)의 소재지이다.

## 교통

### 도로
인근의 푸네까지는 대략 4시간 정도 소요된다.

### 철도
주요 철도 노선으로 서부철도와 중앙철도가 있다.

### 항공
차트라파티 시바지 마하라지 국제공항은 인도에서 가장 큰 국제공항으로 홍콩, 방콕, 싱가포르, 쿠알라룸푸르, 아부다비, 두바이, 마나마, 무스카트 등 동남아시아 및 서남아시아 대부분의 도시와 직항으로 연결된다. 또한 서울, 도쿄, 베이징 등 동아시아 노선과 런던, 파리, 취리히 등 유럽 노선도 제공한다. 한편 인도의 다른 도시를 왕복하는 국내선도 매일 여러 편이 운항된다. 국제선과 국내선 터미널이 수 킬로미터 떨어져 있기 때문에 국제선-국내선 터미널간 이동 시간이 길다. 국제공항은 도심에서 35km 떨어져 있고, 국내선 공항은 도심에서 25km 거리에 있다. 뭄바이는 교통 체증으로 악명이 높으므로 공항을 오갈 때는 시간을 넉넉히 잡는 것이 좋다.

## 빈민가
이촌향도로 많은 사람들이 유입되면서 빈민가들이 아주 많이 형성되어있다. 유명한 다라비를 비롯하여 딘도시, 반두프, 쿠를라와 가트고파르, 만쿠르드-고반디 등의 빈민가가 있으며 이외에도 다수 분포한다.
다라비는 압도적인 규모를 자랑하는데, 220 헥타르 면적에 60만~100만명의 주민들이 거주하고 있다. 다라비는 주거지역 상업지역 등으로 나누어져 있으며 상업지역에서 일을 한다. 주거지역의 인구밀도는 매우 높다.

## 기후
| 뭄바이 (콜라바)의 기후                                                              | 뭄바이 (콜라바)의 기후 | 뭄바이 (콜라바)의 기후 | 뭄바이 (콜라바)의 기후 | 뭄바이 (콜라바)의 기후 | 뭄바이 (콜라바)의 기후 | 뭄바이 (콜라바)의 기후 | 뭄바이 (콜라바)의 기후 | 뭄바이 (콜라바)의 기후 | 뭄바이 (콜라바)의 기후 | 뭄바이 (콜라바)의 기후 | 뭄바이 (콜라바)의 기후 | 뭄바이 (콜라바)의 기후 | 뭄바이 (콜라바)의 기후 |
| 월                                                                                  | 1월                    | 2월                    | 3월                    | 4월                    | 5월                    | 6월                    | 7월                    | 8월                    | 9월                    | 10월                   | 11월                   | 12월                   | 연간                   |
| ----------------------------------------------------------------------------------- | ---------------------- | ---------------------- | ---------------------- | ---------------------- | ---------------------- | ---------------------- | ---------------------- | ---------------------- | ---------------------- | ---------------------- | ---------------------- | ---------------------- | ---------------------- |
| 역대 최고 기온 °C (°F)                                                              | 37.0 (98.6)            | 38.3 (100.9)           | 41.6 (106.9)           | 40.6 (105.1)           | 39.7 (103.5)           | 37.2 (99.0)            | 35.6 (96.1)            | 33.8 (92.8)            | 35.6 (96.1)            | 39.5 (103.1)           | 38.4 (101.1)           | 36.7 (98.1)            | 41.6 (106.9)           |
| 일평균 최고 기온 °C (°F)                                                            | 30.2 (86.4)            | 30.3 (86.5)            | 31.7 (89.1)            | 32.9 (91.2)            | 34.0 (93.2)            | 32.2 (90.0)            | 29.9 (85.8)            | 29.9 (85.8)            | 30.6 (87.1)            | 33.1 (91.6)            | 33.8 (92.8)            | 32.2 (90.0)            | 31.7 (89.1)            |
| 일일 평균 기온 °C (°F)                                                              | 24.9 (76.8)            | 25.5 (77.9)            | 27.3 (81.1)            | 29.2 (84.6)            | 30.7 (87.3)            | 29.3 (84.7)            | 27.7 (81.9)            | 27.5 (81.5)            | 27.9 (82.2)            | 29.1 (84.4)            | 28.7 (83.7)            | 26.7 (80.1)            | 27.9 (82.2)            |
| 일평균 최저 기온 °C (°F)                                                            | 19.4 (66.9)            | 20.4 (68.7)            | 23.0 (73.4)            | 25.3 (77.5)            | 27.3 (81.1)            | 26.6 (79.9)            | 25.5 (77.9)            | 25.2 (77.4)            | 25.1 (77.2)            | 25.1 (77.2)            | 23.6 (74.5)            | 21.2 (70.2)            | 24.0 (75.2)            |
| 역대 최저 기온 °C (°F)                                                              | 11.7 (53.1)            | 11.7 (53.1)            | 16.3 (61.3)            | 20.0 (68.0)            | 22.8 (73.0)            | 21.1 (70.0)            | 21.7 (71.1)            | 20.7 (69.3)            | 20.0 (68.0)            | 20.6 (69.1)            | 17.8 (64.0)            | 12.8 (55.0)            | 11.7 (53.1)            |
| 평균 강우량 mm (인치)                                                               | 0.6 (0.02)             | 0.4 (0.02)             | 0.7 (0.03)             | 0.2 (0.01)             | 15.9 (0.63)            | 506.0 (19.92)          | 768.5 (30.26)          | 471.9 (18.58)          | 355.6 (14.00)          | 81.7 (3.22)            | 8.5 (0.33)             | 3.4 (0.13)             | 2,213.4 (87.14)        |
| 평균 강우일수                                                                       | 0.1                    | 0.1                    | 0.1                    | 0.0                    | 0.6                    | 14.1                   | 22.1                   | 20.2                   | 14.0                   | 3.6                    | 0.5                    | 0.3                    | 75.6                   |
| 평균 상대 습도 (%) (17:30)                                                          | 62                     | 62                     | 63                     | 66                     | 68                     | 77                     | 85                     | 84                     | 80                     | 72                     | 65                     | 63                     | 71                     |
| 평균 월간 일조시간                                                                  | 282.1                  | 271.2                  | 282.1                  | 279.0                  | 272.8                  | 138.0                  | 80.6                   | 77.5                   | 147.0                  | 238.7                  | 267.0                  | 275.9                  | 2,611.9                |
| 평균 일일 일조시간                                                                  | 9.1                    | 9.6                    | 9.1                    | 9.3                    | 8.8                    | 4.6                    | 2.6                    | 2.5                    | 4.9                    | 7.7                    | 8.9                    | 8.9                    | 7.2                    |
| 출처 1: 인도 기상청 (평년값: 1991년~2020년, 극값: 1901년~현재, 일조: 1971년~2000년) |                        |                        |                        |                        |                        |                        |                        |                        |                        |                        |                        |                        |                        |
| 출처 2: 일본 기상청                                                                 |                        |                        |                        |                        |                        |                        |                        |                        |                        |                        |                        |                        |                        |

## 인구
| 연도                                                     | 인구       | ±%     |
| -------------------------------------------------------- | ---------- | ------ |
| 1971                                                     | 5,970,575  | —      |
| 1981                                                     | 8,243,405  | +38.1% |
| 1991                                                     | 9,925,891  | +20.4% |
| 2001                                                     | 11,914,398 | +20.0% |
| 2011                                                     | 12,478,447 | +4.7%  |
| Data is based on Government of India Census. 출처: MMRDA |            |        |

## 참고 문헌
- 저스틴 하디(Justine Hardy) (2007년 11월). “부흥하는 인도의 경제 관문, 뭄바이”. 《모닝캄(Morning Calm)》 (2007-11): 19~27쪽.